# Dryopteris amblyodonta
Dryopteris amblyodonta är en träjonväxtart som beskrevs av J. P. Roux. Dryopteris amblyodonta ingår i släktet Dryopteris och familjen Dryopteridaceae. Inga underarter finns listade.